# Mame Ibra Touré
Mam Ibra Touré (23 aprile 1971) è un ex calciatore senegalese, di ruolo centrocampista.

## Carriera

### Club
Ha sempre giocato nel campionato senegalese.

### Nazionale
Con la maglia della Nazionale ha partecipato alla Coppa d'Africa nel 2000.